# Ороз (ватрено оружје)
Ороз (енгл. Hammer) или кокот, полуга са опругом која својим ударцем активира механизам за опаљивање код ручног ватреног оружја.

## Карактеристике
Орози су се појавили код првих пушака фитиљача у 15. веку: читав механизам за опаљивање (табан) састојао се од дашчице на десној страни кундака, на којој је била пришвршћена полуга у облику слова "S", која се окретала око попречне осе. Горњи део полуге (ороз) носио је фитиљ, а притиском на доњи део полуге (обарач) фитиљ се обарао у чанак са припалом и вршило се опаљивање. Код пушака колашица, притиском на обарач отпуштала се опруга табана на коло, док је ороз са кременом увек био притиснут на коло. Код каснијих пушака спредњача (кремењача и капислара) ороз је био повезан са опругом и натезао се ручно пре сваког опаљивања: притиском на обарач отпуштао се натегнути ороз који је носио кремен или ударцем активирао капислу. Ране пушке острагуше, које су направљене преправљањем пушака капислара, задржале су ороз који је ударцем активирао ударну иглу, која је активирала капислу на дну чахуре метка. Код каснијих пушака острагуша (од средине 19. века), обарач је директно активирао ударну иглу у затварачу оружја, без ороза, што је механизам дејства који се користи и данас, изузев револвера, који су задржали ороз.
Код револвера, ороз раних модела је ударцем активирао каписле на задњој страни добоша, док је код каснијих модела носио ударну иглу која је активирала капислу на дну чахуре метка. Ороз раних модела револвера напињао се ручно пре сваког метка (старији револвери са обарачем једноставног дејства), док је код  каснијих модела запињање ороза вршено повлачењем обарача (револвери са обарачем двоструког дејства).